# 盧科夫斯科耶水庫
盧科夫斯科耶水庫是白俄羅斯的人工水庫，位於馬洛里塔東北16公里，由布列斯特州負責管轄，始建於1980年，長3.15公里、寬2.7公里，面積5.4平方公里，海拔高度150米，集水區面積112平方公里，平均水深4.3米，最大水深11.5米。